# Efteling Media
Efteling Media is een onderdeel van attractiepark de Efteling. De televisie-productiemaatschappij bestaat sinds 2004 en staat onder de afdeling Media & Brand Development. Efteling Media produceert in de meeste gevallen samen met een andere maatschappij.

## Televisieseries
Efteling Media heeft de volgende series geproduceerd:
| Naam                                      | Tijd Productie | Zender NL                                     | Zender BE              | Opmerkingen/info                                                                            |
| ----------------------------------------- | -------------- | --------------------------------------------- | ---------------------- | ------------------------------------------------------------------------------------------- |
| Sprookjes                                 | 2004-2008      | RTL Telekids                                  | Ketnet                 | De eerste serie van Efteling Media, i.s.m. Ketnet.                                          |
| Sprookjesboom                             | 2006-2008      | RTL Telekids, Nickelodeon Nederland, Zappelin | Ketnet, Club RTL       | Animatieserie i.s.m. Motek. Ook te zien in Duitsland en in Franstalige België.              |
| Van Assepoester tot Prinses               | 2007           | Zapp                                          | Niet uitgezonden       | Geproduceerd n.a.v. de musical Assepoester in het Efteling Theater in 2007.                 |
| Do Re Wie?                                | 2008           | Zapp                                          | Niet uitgezonden       | Geproduceerd n.a.v. de musical Sound of Music in het Efteling Theater in 2008.              |
| The Show of Music                         | 2008           | Zapp                                          | Niet uitgezonden       | Slot aflevering van Do Re Wie?                                                              |
| TiTa Tovenaar                             | 2008-2009      | RTL Telekids, Zappelin                        | vtmKzoom               | Remake van de jaren 70 tv-serie.                                                            |
| Sprookjesboomfeest                        | 2010           | Zappelin                                      | Niet uitgezonden       | Niet meer op TV wegens boete aan de TROS van Commissariaat voor de Media.                   |
| Grobbebollen Maken Lol!                   | 2010           | Zappelin                                      | vtmKzoom               | Eerste cartoon van Efteling Media. Spin-off van TiTa Tovenaar.                              |
| Marjolein En Het Geheim Van Het Slaapzand | 2010           | RTL Telekids                                  | vtmKzoom               | Serie rond vakantiepark 'Bosrijk' van de Efteling.                                          |
| Sprookjes van Klaas Vaak                  | 2010           | RTL Telekids                                  | vtmKzoom               | Serie rond vakantiepark 'Bosrijk' van de Efteling.                                          |
| Efteling TV: De Schatkamer                | 2010-2013      | RTL Telekids                                  | vtmKzoom               | Spelprogramma opgenomen in de Waterorgel-foyer in de Efteling.                              |
| Wie wordt Kruimeltje?                     | 2010           | Zapp                                          | Niet uitgezonden       | Geproduceerd n.a.v. de musical Kruimeltje in het Efteling Theater in 2010.                  |
| De avonturen van Kruimeltje               | 2010           | Zapp                                          | Niet uitgezonden       | Dramaserie waarin we het verhaal zien van Kruimeltje. Geproduceerd samen met Rick Engelkes. |
| TiTa Toverfeest                           | 2011-2016      | RTL Telekids                                  | vtmKzoom               | Spin-off van TiTa Tovenaar. Opgenomen in de Waterorgel-foyer in de Efteling.                |
| Raveleijn                                 | 2011           | RTL 4                                         | vtmKzoom               | Onderdeel van het multi-media project 'Raveleijn' van de Efteling.                          |
| De Magische Wereld van Pardoes            | 2011           | Nickelodeon Nederland                         | Niet uitgezonden       | Duurste productie Efteling Media tot dan toe.                                               |
| Sprookjesuur                              | 2011-heden     | Omroep Brabant                                | Niet uitgezonden       | Samenvatting van veel Efteling Media-programma's.                                           |
| Jokie                                     | 2012-heden     | RTL Telekids, Nickelodeon Nederland           | vtmKzoom, Club RTL     | Animatieserie i.s.m. Bigpixel. Ook te zien in Franstalige België.                           |
| Op een dag                                | 2013-heden     | Omroep Brabant                                | Niet uitgezonden       | Jelle Amersfoort interviewt gasten in het park.                                             |
| Efteling TV: Het mysterie van...          | 2013-2015      | RTL Telekids                                  | Niet uitgezonden       | Spelprogramma/Dramaserie                                                                    |
| Erecode                                   | 2015           | Nickelodeon Nederland                         | Nickelodeon Vlaanderen | Avontuurlijke Spelshow uitgezonden vanuit de Efteling.                                      |
| Lummels                                   | 2017-heden     | RTL Telekids                                  | Niet uitgezonden       | Animatieserie i.s.m. Ka-Ching Cartoons.                                                     |

## Speciale videoproducties
Efteling Media heeft de volgende videoproducties voor YouTube geproduceerd:
| Naam                                    | Tijd Productie | Kanaal                 |
| --------------------------------------- | -------------- | ---------------------- |
| Het verhaal van de Vliegende hollander  | 2007           | Efteling YouTubekanaal |
| Het Sprookje van Joris en de Draak      | 2010           | Efteling YouTubekanaal |
| Het verhaal achter Baron 1898           | 2015           | Efteling YouTubekanaal |
| Het verhaal van De Sprookjessprokkelaar | 2016           | Efteling YouTubekanaal |

## DVD's
Van de volgende series zijn er DVD's beschikbaar:
- Sprookjes!
- Spookjesboom
- TiTa Tovenaar
- Grobbebollen Maken Lol!
- Raveleijn
- De Magische Wereld Van Pardoes
- Marjolein En Het Geheim Van Het Slaapzand
- Sprookjes van Klaas Vaak
- Jokie
- De Avonturen Van Kruimeltje

## CD's
Efteling Media heeft de volgende CD's uitgebracht:
| Naam                                                    | Jaar | Opmerkingen/info |
| ------------------------------------------------------- | ---- | --- |
| Betoverende Efteling Melodieën                          | 2012 | 2 CD's met muziek van attracties en sprookjes.                                                                            |
| Sprookjesboom de Musical 'Een gi-ga-gantisch avontuur!' | 2012 | CD van Sprookjesboom de Musical 'Een gi-ga-gantisch avontuur!'.                                                           |
| 10 Jaar Efteling Theater                                | 2012 | CD in verband met 10 jaar Efteling Theater.                                                                               |
| Muziek Aquanura                                         | 2012 | CD met de showmuziek van Aquanura, en 2 bonustracks 'Volg je Hart' en 'Alles Kan, Alles Mag' van de opening van Aquanura. |
| Efteling Radio deel 1                                   | 2012 | Het eerste deel van cd's van Efteling Radio met kinderliedjes.                                                            |
| Wondere Winter Liedjes Sprookjesboom                    | 2011 | CD met winterliedjes gezongen door de sprookjesfiguren uit Sprookjesboom.                                                 |
| Musical Droomvlucht                                     | 2011 | CD van de Musical Droomvlucht                                                                                             |
| Sprookjesboom de Musical                                | 2010 | CD van Sprookjesboom de Musical                                                                                           |
| Muziek Sprookjesboom                                    | 2011 | CD met muzikale nummers uit de tv-serie 'Sprookjesboom'.                                                                  |
| TiTa Tovenaar                                           | 2008 | CD van de tv-serie 'TiTa Tovenaar'.                                                                                       |
| Wonderlijke Efteling Muziek                             | 2008 | CD met allerlei muziek van Efteling-attracties en sprookjes.                                                              |

## Efteling Kids Radio
Efteling Radio is de radiozender van de Efteling. De zender is te beluisteren via de kabel en op internet via de Efteling Radio App. Efteling Radio was voor het eerst te beluisteren in 2008 onder de naam 'Radio 777' omdat 'Efteling Radio' toen niet was toegestaan door het Commissariaat voor de Media. Kort na de eerste uitzending werd dit wel toegestaan en werd de zender omgedoopt tot 'Radio Efteling'. Hierna is dit 'Efteling Radio' geworden.
Sinds medio 2015 heet het ´Efteling Kids Radio´ om de doelgroep beter aan te geven.
Lijst van attracties in de Efteling · Lijst van sprookjes in de Efteling · Afbeeldingen